# Штайнгаген (Передня Померанія-Рюген)
Штайнгаген (нім. Steinhagen) — громада в Німеччині, розташована в землі Мекленбург-Передня Померанія. Входить до складу району Передня Померанія-Рюген. Складова частина об'єднання громад Ніпарс.
Площа — 33,54 км2. Населення становить 2687 ос. (станом на 31 грудня 2020).